# Боков, Пётр Иванович (шахтёр)
Пётр Иванович Боков (1909—1986) — машинист врубовой машины шахты «А» треста «Ленинскуголь», Герой Социалистического Труда.

## Биография
Работать на шахту пришёл в годы войны. Первые месяцы работал саночником, вскоре выучился на врубмашиниста. Технику знал до последнего винтика, умел на слух определить малейшее нарушение в её работе; своевременно устранял каждую неисправность машины, придерживаясь правила: «неисправность легче предупредить, чем исправлять».
В марте 1948 года Пётр Боков взялся один обслуживать две лавы. Работа машиниста в двух лавах — это было новое в организации подземного труда. Ко Дню шахтёра 1948 года Боков обязался выдавать на-гора 170 % нормы. Слово своё он сдержал.
В 1950-е годы, когда на рудник пришли два первых комбайна «Донбасс», один из них доверили Бокову П. И. Комбайн, предназначенный для маломощных пластов Донбасса, стал работать и на Ленинских шахтах, так как Боков предложил установить на нём второй бар.
Умер Пётр Иванович Боков в 1986 году. Похоронен в городе Ленинске-Кузнецком.

## Награды
- Медаль «За доблестный труд в Великой Отечественной войне 1941—1945 гг.»
- медаль «Серп и Молот» (1948).
- Почётный гражданин города Ленинска-Кузнецкого (1983).